# Подери Паломбино (Фођа)
Подери Паломбино (итал. Poderi Palombino) је насеље у Италији у округу Фођа, региону Апулија.
Према процени из 2011. у насељу је живело 15 становника. Насеље се налази на надморској висини од 63 м.